# Antonov An-2
Antonov An-2 (Ruski naziv "Kukuruznik", NATO naziv Colt) je sovjetski dvokrilni višenamjenski zrakoplov, te je ujedino i prvi zrakoplov kojega je konstruirao Oleg Antonov.

Projektiran je kao laki transportni i višenamjenski avion za potrebe šumarstva i poljoprivrede, međutim koristio se i za brojne druge namjene poput zaprašivanja usjeva, gašenja požara, znanstvena atmosferska istraživanja, transport trupa, kao putnički zrakoplov, a za vrijeme Domovinskog rata u Republici Hrvatskoj koristio se i kao improvizirani bombarder za vrijeme opsade Vukovara. Zbog svojih karakteristika ovaj se avion vrli često koristi aeroklubovima za bacanje padobranaca, vuču jedrilica te panoramsko letenje.

Avion se proizvodio u Rusiji i Ukrajini, po licenci u tvornici PZL u Poljskoj, te u Kini. Iz An-2 je nastala verzija An-3 s turboelisnim motorom koji je do danas ostao jedini turboelisni dvokrilac koji se ikada proizvodio.

## Razvoj

### Počeci
1940. prije nacističke invazije SSSR-a, Antonov je razmišljao o dizajnu za višenamjenski zrakoplov koristeći Bedunkovičev SKh-1 (nikad nije ušao u serijsku proizvodnju) kao konceptualnu osnovu. Antonov originalni dizajn jednostavne oznake "Zrakoplov broj 4" je nalikovao uvećanom SKh-1 te je zbog svog "staromodnog" izgleda i male brzine odbijen od strane vlasti 1941. 1944. Antonov je predložio izmijenjeni dizajn koji je uključivao neke karatersitike zrakoplova OKA-38 Aist (sovjetska kopija njemačkog Fieslera Fi-156) poznatog po svojim STOL mogućnostima, no opet njegova ideja nije naišla na veći interes nadležnih. Krajem rata 1945. Jakovljev je dopustio Antonovu da u njihovoj tvornici u Novosibirsku nastavi sa svojim radovima oko višenamjenskog dvokrilca. I nakon toga, vlasti nisu bile zainteresirane, no na početku 1946. Antonov je poslao detaljne dizajnerske dokumente Jakovljevu koji ih je proslijedio višim vlastima uz preporuku da se zrakoplov napravi. Kako je u to vrijeme Jakovljev bio iznimno utjecajan u ožujku 1946. je odobrena izrada dva prototipa oznake Produkt T.
Do kraja srpnja, ciljevi projekta su bilo jasno određeni zamišljajući Projekt T kao zamjenu Polikarpova Po-2 za potrebe sovjetskog ministarstva poljoprivrede i šumarstva.

### Letna testiranja
U izradi, Antonov je htio koristiti Arkady Shvetsov ASh-62IR (700 ks) motor, no kako je u to vrijeme vladala njegova nestašica zbog upotrebe na Lisunovu Li-2 vlasti su naložile da se iskoristi manji i slabiji (700 ks) ASh-21 uz izradu dva prototipa s različitim motorima. Antonov je na to protestirao uz tvrdnju da slabiji motor jednostavno ne može ispuniti zadana očekivanja te da će izrada dva različita prototipa samo odužiti razvoj. Vlasti su naposljetku popustile no i dalje inzisitrajući na tome da dizajn bude sposoban koristiti oba motora.

Do početka 1947. u potpunosti je završena ne letna maketa u prirodnoj veličini te je novi zrakoplov dobio oznaku SKh-1 na taj "reciklirajući" oznaku Bedunkovičevog dizajna koji nikad nije ušao u proizvodnju. Prvi prototip je bio spreman u ljeto 1947.; za potrebe testiranja na tlu imao je ASh-21 motor no za prvi let koji se odvio 31. kolovoza 1947. s testnim pilotom P.N. Volodinom pokretao ga je ASh-62IR. Tijekom testiranja ugrađivani ASh-21 se pokazao kao potpuno neadekvatan na taj način opravadavajući Antonove prigovore.

Testni pilot Volvodin je s prototipom preletio iz Novosibirska u Moskvu u listopadu 1947. na državna testiranja prije prihvaćanja zrakoplova. Iako je prvotno planirano da do Moskve bude prevezen željeznicom, let se pokazao kao dobra promocija za novi zrakoplov te su testiranja prošla dobro.

### Proizvodnja
U kolovozu 1948. stiglo je formalno dopuštenje za proizvodnju u "državnoj tvornici broj 473" u Kijevu pod sada službenom oznakom An-2. No tu se pojavilo pitanje proizvodnih mogućnosti jer se radilo o maloj tvornici koja još nije proizvela ni jedan zrakoplov; zbog toga je iz Novosibirska Antonov poslao tim inženjera kako bi održali projekt u pravom smjeru.
Prvi serijski proizvedeni An-2, inačica An-2T (transportni), je prvi put poletio 6. rujna 1949. nakon čega je uslijedila predprodukcijska skupina od četiri zrakoplova koja je u svibnju 1950. korištena za testiranja.

Korisnost An-2 se uskoro pokazala u službi Aeroflota te sovjetske vojske. Tvornica 473 je do kraja proizvodnje 1963. napravila 3.164 zrakoplova no to nikako nije bio kraj. 1965. tvornica 464 u Dolgoprudniyu je počela s proizvodnjom modificirane inačice An-2M za poljoprivredne radove; do kraja proizvodnje 1971. tu je napravljeno još 506 zrakoplova. Većina proizvodnje se zapravo odvijala izvan SSSR-a. U kasnim 1950-ima, proizvodnja An-2 je dodijeljenja tvornici PZL Mielec u Poljskoj. Prvi let Poljskog An-2 je obavljen 23. listopada 1963. a zadnji je isporučen 2002. s brojkom od ukupno 11.915 napravljenih An-2 u PZL Mielecu. Osim Poljske, Kina je od 1956. proizvodila An-2 u Nanchangu i prvi kineski zrakoplov je poletio 7. prosinca 1956. Izvorna kineska oznaka je bila Fongshou 2. Puna proizvodnja je započela 1958. te je kasnije premještena u Harabin pa potom u Shijiazhuang uz promjenu oznake, sada Yushiji 5. Kinezi su također imali pozitivna iskustva sa zrakoplovom te ih je izrađeno oko 1000 s tim da proizvodnja traje i dan danas.

## Dizajn
An-2 (An-2T) je bio poprilično velik zrakoplov, pokretao ga je jedan radijalni ASh-62IR motor, bio je dvokrilac te je imao fiksni stajni trap. Imao je prozore s obe strane te vrata za utovar tereta (ili putnika) na lijevoj strani zrakoplova. Iako se na početku razmišljalo da se izradi od čeličnih cijevi i tkanine, naposljetku je odlučeno da se koristi aluminij s manjim površinama od tkanine. Trup je u potpunosti izrađen od metala, kontrolne površine također. Krilo je presvučeno aluminijem na prednjem (napadnom) dijelu dok je ostatak (osim kontrolnih površina) prekriven tkaninom.
Shvetsov ASh-62R je devetcilindrični radijalni motor hlađen zrakom. Na vrhu motora se nalazi usisnik za karburator, na dnu otvor za hlađenje ulja te ispuh s desne strane. Kijevski An-2 su koristili V-509A četverokraki drveni propeler s promjenjivim korakom, sa zakrivljenim krakovima promjera 3,6 m. Većina poljskih Antonova je koristila AV-2 četverokraki drveni propeler s promjenjivim korakom koji su za razliku od sovjetskih bili ravni te polumjera 3,35 m.

Kokpit je imao dvostruke kontrole, te je zbog stakla kabine koje je šire od trupa, imao odličnu preglednost ispred te čak ispod zrakoplova. Izvorni, posadu su trebala sačinjavati tri člana: pilot, kopilot i letni inženjer no kasnije tijekom proizvodnje potreba za trećim članom je nestala.

## Inačice
Osim transportne An-2T, An-2 se proizvodio u mnogobrojnim različitim inačicama za različite namjene. Najmnogobrojnije su: An-2TP (transportno-passazhirskiy / transportno-putnički) promjenjivi teretni ili putnički zrakoplov za kratke linije. U osnovi An-2T koji je uz rubove teretnog prostora mogao ugraditi 10 (sovjetska proizvodnja) do 12 (poljska proizvodnja) sjedala. An-2TD (transportno-desahntniy / transportno-desantni) inačica za padobranske skokove opremljena sa statičnom žicom i svjetlosno/zvučnim alarmom koji je upozoravao kada je vrijeme za skočiti.
An-2P (passazhirskiy / putnički) je bila "čista" putnička inačica koja je imala 10 odnosno 12 sjedala raspoređena u dva reda uz jedan bok te jedan red uz drugi. Uz to, imala je zvučnu i toplinsku izolaciju.
An-2SKh je korišten za radove u poljoprivredi s ugrađenim spremnikom za granularne kemikalije u teretnom prostoru te raspršivačem ispod zrakoplova; mogle se su koristiti i tekuće kemikalije te je u tom slučaju korišten raspršivač u obliku prskalica ugrađivan na krila. Poljska inačica An-2SKh je nosila oznaku An-2R. An-2S (sanitarniy / medicinski) je civilna sanitetska inačica koja je imala prostor za tri nosila na svakom boku teretnog prostora. Uz to imala je dodatke za medicinsku opremu te pitku vodu. An-2M (modifitseerovaniy / modifikacija) je poboljšana poljoprivredna inačica koja je imala izmijenjeni unutarnji spremnik za kemijske tvari a za letenje je bio potreban samo jedan pilot. 1950. Antonov je počeo s radovima na inačici An-2T s plovcima umjesto stajnog trapa što se ostvarilo u obliku An-2V (vodniy / "vodeni") a prvi let je obavljen 31. srpnja 1951. Poljaci su izradili ovu inačicu pod oznakom An-2M na taj način kopirajući oznaku poboljšane sovjetske poljoprivredne inačice. Kinezi su proizvodili An-2T pod oznakom Y-5A, An-2SKh kao Y-5B i An-2TD kao Y-5C, s tim da njihovi zrakoplovi nisu 100% sovjetske kopije već imaju i poboljšanja koja im omogućuju ekonomičniji let itd.
Bilo je više pokušaja izrade protu-požarnih inačica, no jedina baš uspješna je bila An-2LP, u osnovi An-2V s plovcima koji su mogli zahvatiti vodu. Antonov An-6 je bio pokušaj izrade inačice s dobrim letnim karateristikama na velikim visinama za potrebe atmosferskih istraživanja. Imao je dodatni kokpit točno ispred vertikalnog stabilizatora koji je bio namijenjen tehničaru, no kasnije se pokazalo da je ta ugradnja imala jako negativne posljedice na upravljanje zrakoplovom. Nije ušao u proizvodnju, napravljeno je samo 6 zrakoplova i to bez dodatne kabine.

An-2F je bila drastična modifikacija u odnosu na dotadašnje serije. Radilo se o zrakoplovu za izviđanje bojnog polja koji je testiran od 1948. do 1950. Imao je potpuno izmijenjen stražnji dio trupa, dva vertikalna stabilizatora, kupolu sa strojnicom te je mogao nositi određenu količinu lakih bombi. Izrađena su samo dva, jer se zaključilo da su helikopteri bolje prilagođeni traženoj ulozi.

## Povijest korištenja
Tijekom vremena mnoge zemlje su koristile An-2 kako u vojne, tako i u civilne svrhe. Danas kako se vojni zrakoplovi postepeno povlače iz službe najčešće prelaze u ruke privatnika i aeroklubova.

An-2 je sudjelovao u dosta borbenih situacija. Sovjeti su gu iznimno iskorištavali kao višenamjenski zrakoplov kao i za ulogu nadzora bojnog polja tijekom invazije Mađarske 1956. i rata u Afganistanu tijekom 1980-ih. Tijekom Vijetnamskog rata sjevernovijetnamske snage su ga koristile za prijevoz tereta te ponekad za improvizirane napade što se i nije pokazalo kao baš uspješno jer su u toj ulozi bili lake mete.
Unatoč velikom vojnom uspjehu An-2 je svoju popularnost stekao najviše u civilnom sektoru gdje se pokazao kao odličan transportni, putnički i poljoprivredni zrakoplov koji je uz navedeno mogao obavljati još mnogo zadaća.

### Domovinski rat
Na početku Domovinskog rata, An-2 je predstavljao glavni zrakoplov samostalnog zrakoplovnog voda Osijek. Pomoću njega sanducima s padobranom izbacivana je pomoć opkoljenom Vukovaru. Zatim je korišten za izbacivanje plinskih boca napunjenih eksplozivom pa je na neprijateljske položaje padao i smrtonosni teret. Zbog toga je u blizinu bojišnice dopremljena raketna pukovnija iz Srbije, naoružana najmodernijim protuzrakoplovnim raketnim sustavom KUB-M SA-6.
Pokušavajući oboriti hrvatske zrakoplovce ispalili su 16 raketa, od kojih su neke pale čak i u susjednu Mađarsku. Ipak, jedna raketa pogodila je cilj - 2. prosinca 1991. iznad Otoka pokraj Vinkovaca pogođen je An-2 u kojem su poginuli osnivač voda Marko Živković i drugi pilot Mirko Vukušić te padobranci Ante Plazibat i Rade Griva.

## Tehničke karakteristike (An-2)
Osnovne karakteristike
- posada: 1-2
- kapacitet: 12 putnika
- dužina: 12,4 m
- raspon krila: 18,2 m
- površina krila: 71,52 m2
- visina: 4,1 m
- korisni teret: 2.140 kg

Letne karakteristike
- najveća brzina: 258 km/h
- ekonomska brzina: 190 km/h
- dolet: 845 km
- brzina penjanja: 3,5 m/s
- najveća visina leta: 4.500 m
- motor: 1× Shvetsov ASh-62R 9-cilindrični radijalni motor

## Poveznice

### Zajednički poslužitelj
|  | Zajednički poslužitelj ima stranicu o temi Antonov An-2    |
|  | Zajednički poslužitelj ima još gradiva o temi Antonov An-2 |

### Povezani zrakoplovi
- Antonov An-3